# Strick Line
Die britische Reederei Strick Line Ltd. bestand von 1913 bis 1972.

## Geschichte

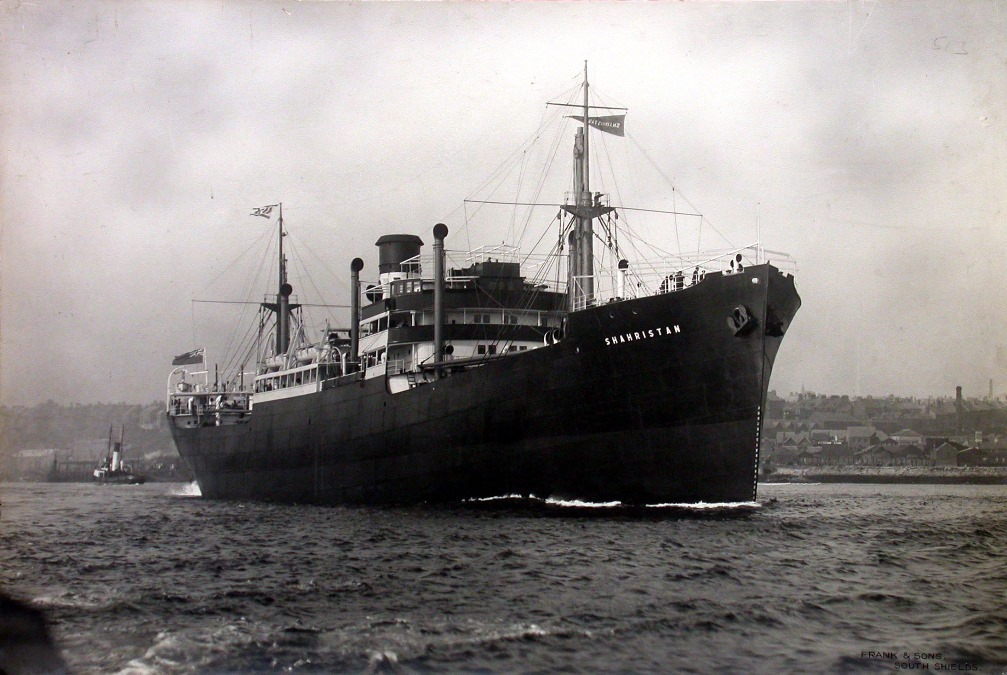
Die Shahristan, 1938 auf der Probefahrt

Der Geschäftsmann Frank Clarke Strick zog 1885 aus Swansea nach London und eröffnete am 20. Oktober 1885 die Frank C. Strick & Co. Ltd. als Schifffahrtsagentur und Kohlenexporthandel. Strick baute einen Handel auf um Kohlen nach Westitalien zu exportieren und auf den Rückreisen Eisenerz aus Béni Saf zu laden. Um das notwendige Kapital für ein Schiff aufzubringen, gründete er 1887 das Schifffahrtsunternehmen London and Paris Steamship Company Ltd. und für die Bereederung die Reederei Anglo-Algerian Steamship Company Ltd. 1892 gründete Strick zusätzlich die Anglo-Arabian and Persian Steamship Company Ltd. um den Handel in den Persischen Golf auszudehnen und die Dwina Ltd., um die Schiffe vor dem Passieren der Barre im Schatt al-Arab vor Basra zu leichtern. Im Jahr 1896 gründete Strick auch noch die Anglo-Algerian Steamship Company (1896) Ltd. um den Handel im Mittelmeer auszubauen. Um 1900 hatte sich die Strick-Flotte bereits auf 15 Schiffe erweitert, die vorwiegend im Handel mit dem Mittelmeer und dem Persischen Golf beschäftigt wurden.
Im Jahr 1903 schloss Stricks Anglo-Arabian and Persian Company ein auf sechs Jahre angelegtes Abkommen mit der Bucknall Steamship Line und der West Hartlepool Steam Navigation Company von J. E. Guthe & Company in der Strick und Bucknall jeweils ein Ladungsanteil von 23 Sechzigstel und Guthe 14 Sechzigstel am Golf festgeschrieben wurde. 1913 wurden Stricks Unternehmen La Commerciale Steam Navigation Company, Anglo-Arabian and Persian Steamship Company und Anglo-Algerian Steam Ship Company zur Strick Line Ltd. zusammengeschlossen.

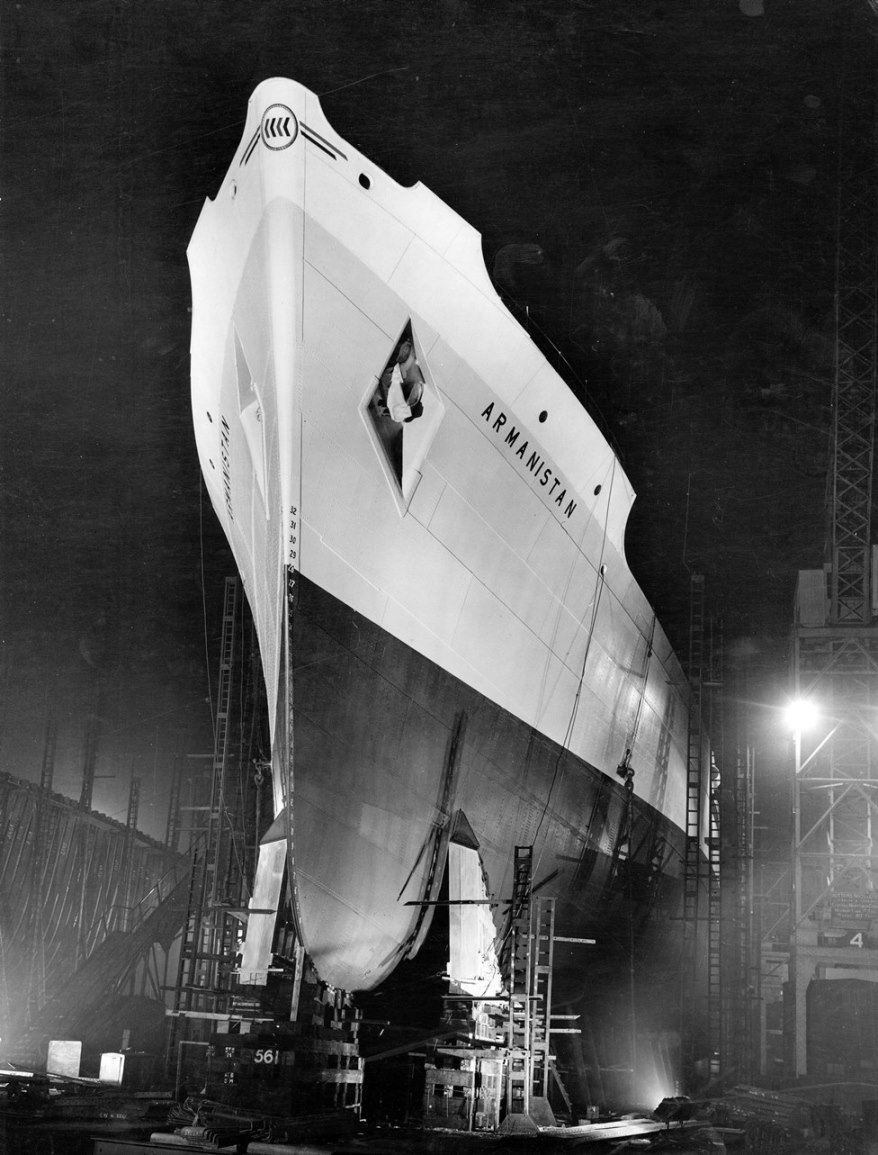
Die Armanistan, 1948 im Bau

Nachdem die Flotte im Ersten Weltkrieg nahezu komplett verlorenging veräußerte Strick sein Unternehmen und die Restflotte an 1919 an Gray, Dawes and Company. Vier Jahre darauf übernahm die P&O-Tochter Hain Steamship Company das in Strick Line (1923) Ltd. umbenannte Unternehmen. Im Jahr 1928 erwarb Strick unter Nutzung seiner London & Paris Steamship Company einen 49%igen Anteil der Strick Line (1923) Ltd. zurück.
Ab 1946 firmierte das Unternehmen wieder unter dem Namen Strick Line Ltd. Im Jahr 1972 übernahm die P&O die Strick Line komplett und gliederte sie in die bestehende P&O General Cargo Division ein.